# آندریا دامیکو (بازیکن فوتبال)
آندریا دامیکو (انگلیسی: Andrea D'Amico؛ زادهٔ ۱۷ مهٔ ۱۹۸۹) بازیکن فوتبال اهل ایتالیا است.
از باشگاه‌هایی که در آن بازی کرده‌است می‌توان به باشگاه فوتبال رجانا و باشگاه فوتبال کاتانیا اشاره کرد.